# Hornera frondiculata
Espèce
Hornera frondiculata, est une espèce disparue de bryozoaires appartenant à la famille des Horneridae.

## Description et caractéristiques
Hornera frondiculata fait partie du genre Hornera et de la famille des Horneridae. Aucune sous-espèce n'est répertoriée dans le Catalogue of Life.
Il s'agit d'un zoarium libre, érigé, rameux, à tractus réunissant les branches les plus rares. Les tubes s'ouvrent sur la face frontale des branches.